# Оршимово
Оршимово (пол. Orszymowo) — село в Польщі, у гміні Мала Весь Плоцького повіту Мазовецького воєводства.
Населення — 323 особи (2011).
У 1975-1998 роках село належало до Плоцького воєводства.

## Демографія
Демографічна структура станом на 31 березня 2011 року:
|          | Загалом | Допрацездатний вік | Працездатний вік | Постпрацездатний вік |
| -------- | ------- | ------------------ | ---------------- | -------------------- |
| Чоловіки | 157     | 27                 | 109              | 21                   |
| Жінки    | 166     | 34                 | 90               | 42                   |
| Разом    | 323     | 61                 | 199              | 63                   |